# Kleines privates Lehrinstitut Derksen
Das Kleine private Lehrinstitut Derksen ist ein privates, staatlich anerkanntes Gymnasium in München-Großhadern.

## Geschichte
Aus Unzufriedenheit mit dem damaligen Schulunterricht, unterrichteten Dieter Derksen und seine Frau ab Mitte der 1950er Jahre einige Kinder zunächst privat in ihrem Wohnzimmer. Die Zahl der Schüler wuchs schnell an und das Wohnzimmer bot nicht mehr genug Platz. Im September 1959 gründeten sie deshalb das Kleine private Lehrinstitut Derksen, zunächst als staatlich genehmigtes Privatgymnasium. Zehn Jahre später erfolgte die staatliche Anerkennung.
1984 starb Dieter Derksen und von nun an bestand die Leitungsebene aus drei Personen: Barberina Derksen übernahm die Pädagogische Leitung, Richard Ruland die Schulleitung und Jan Derksen, sein ältester Sohn, die Geschäftsführung.
Im Jahre 1989 konnte der von dem Zürcher Architekten Justus Dahinden entworfene Neubau des Schulgebäudes in der Pfingstrosenstraße 73 in München-Großhadern bezogen werden.
Klaus Wenzel, ein Lehrer an der Schule seit 1975, übernahm die Schulleitung nach dem Tod von Richard Ruland im Dezember 1994. Nach der Pensionierung von Klaus Wenzel im Sommer 2008 wurde Carmen Mendez Schulleiterin. Sie übergab das Amt im Sommer 2013 an Hans-Joachim Bötel, der bis zum Juli 2017 die Schule leitete. Seine Nachfolger waren  bis Juli 2020 Thilo Herberholz, dann Clemens Wirthwein. Derzeit (2024) ist Monika Aman Schulleiterin.

## Schulträger
Träger der Schule ist die Kleines privates Lehrinstitut Derksen gGmbH.

## Kosten
Das Schulgeld beträgt im Schuljahr 2022/23 für jeden Schüler 720 Euro pro Monat sowie einmalig 300 € als Aufnahmegebühr. Zudem wird seitens der Schule bei Aufnahme eines Schülers um eine Spende von 2.000 EUR an eine Stiftung der Schule gebeten. Unter bestimmten Voraussetzungen ist ein teilweiser oder vollständiger Erlass des Schulgeldes möglich.

## Unterricht
Die Schule bietet neben einem sprachlichen Zweig auch einen naturwissenschaftlich-technologischen Zweig an.
Die erste Fremdsprache ist zweigunabhängig Englisch, die zweite Latein oder Französisch. Wählt man den sprachlichen Zweig, so ist die 3. Fremdsprache stets Spanisch. Da das Kleine private Lehrinstitut Derksen noch keine eigene Sporthalle hat (in Planung), findet der Sportunterricht aktuell im TSV Neuried statt.
Die maximale Klassenstärke beträgt 22 Schüler.

## Austausch
Die Schule unterhält folgende Partnerschaften:
- Moskau, Austausch mit jeder 8. Klasse (zurzeit ausgesetzt)
- Dieppe, Austausch mit dem neusprachlichen Zweig der 9. Klasse

Zur Vorbereitung auf die Austauschprogramme mit Russland und China werden Wahlkurse in Russisch und Chinesisch angeboten. Die maximale Klassengröße kann somit durch Gastschüler ansteigen.

## Schullandheim
Die Schule hat ein eigenes Schullandheim in Thiersee, westlich von Kufstein, den Schröckerbichlhof. Jede Klasse hält sich dort jedes Jahr für eine knappe Woche auf, die 5. Klasse zweimal.

## Behindertengerecht
Eine weitere Besonderheit der Schule besteht darin, dass hier auch Schüler mit seelischen oder körperlichen Behinderungen aufgenommen werden unter der Voraussetzung, dass sie den geistigen Anforderungen des Gymnasiums gerecht werden können. Zur Unterstützung behinderter Schüler stehen Teilnehmer am Freiwilligen Sozialen Jahr bzw. am Bundesfreiwilligendienst bereit. Außerdem gibt es an der Schule vier spezielle Betreuungslehrer für Schüler mit Behinderungen sowie eine sozialpädagogisch ausgebildete Fachkraft.

## Bekannte Schüler oder Absolventen
- Sandra Koltai (* 1982), Schauspielerin
- Claus Redl (* 1954), Komponist, Musiker, Entertainer und Bandleader
- Martin Feifel (* 1964), Schauspieler (Grimme Preisträger)